# Lente de Fresnel
Uma lente de Fresnel é um tipo de lente inventada pelo físico francês Augustin-Jean Fresnel. Criada originalmente para uso em faróis de sinalização náutica, seu desenho possibilita a construção de lentes de grande abertura e curta distância focal sem o peso e volume do material que seriam necessários a uma lente convencional. Comparadas a estas, as Fresnel são bem mais finas, permitindo a passagem de mais luz, e assim os faróis com elas equipados são visíveis a distâncias bem maiores.

(1) Corte de uma lente de Fresnel (2) Corte de uma lente plano-convexa de distancia focal equivalente
Representação do trajeto dos raios luminosos numa lente de Fresnel
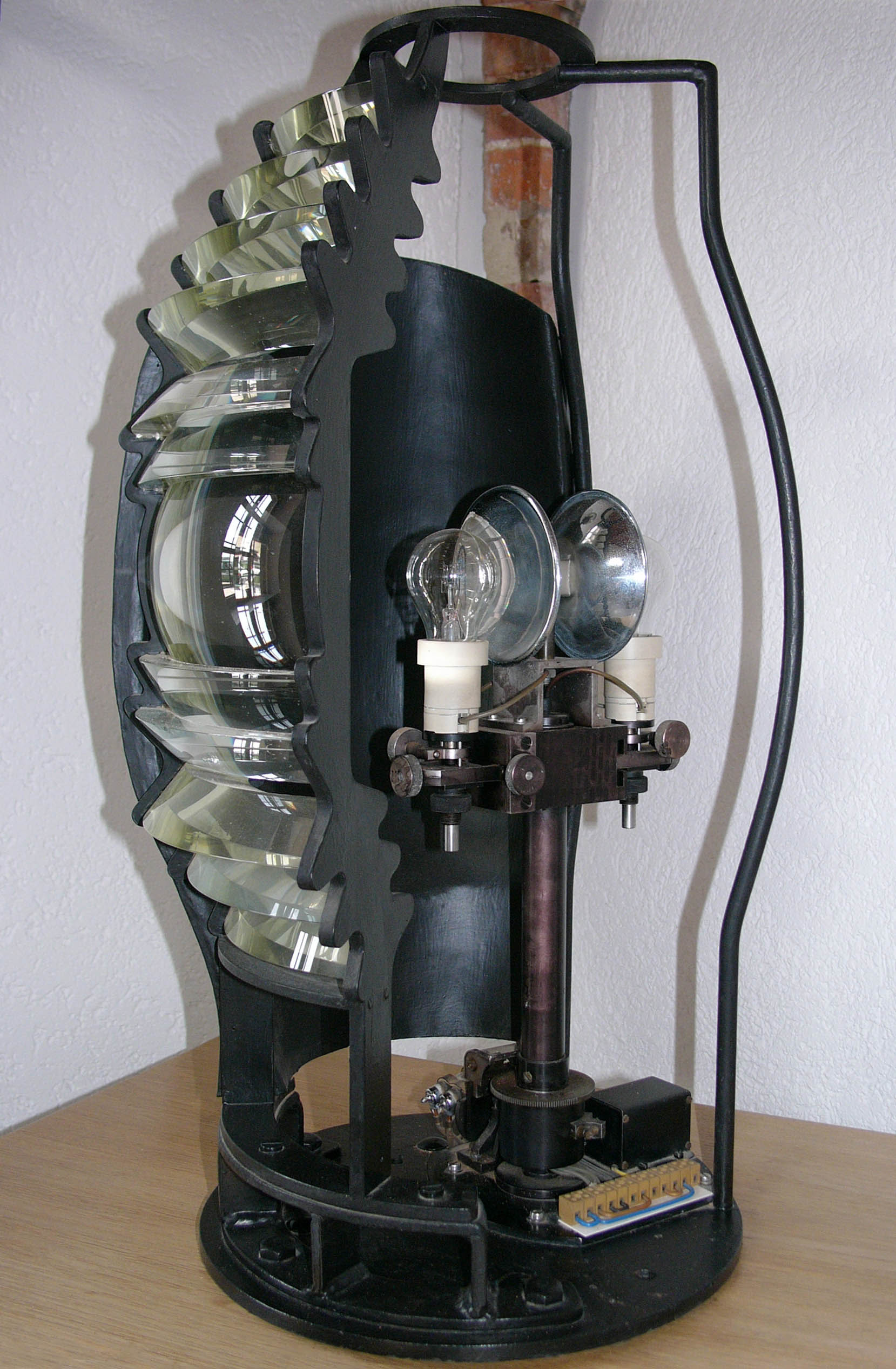
Lente de Fresnel de 5ª ordem, do Farol de Bremerhaven, Alemanha (enfiamento ant.)
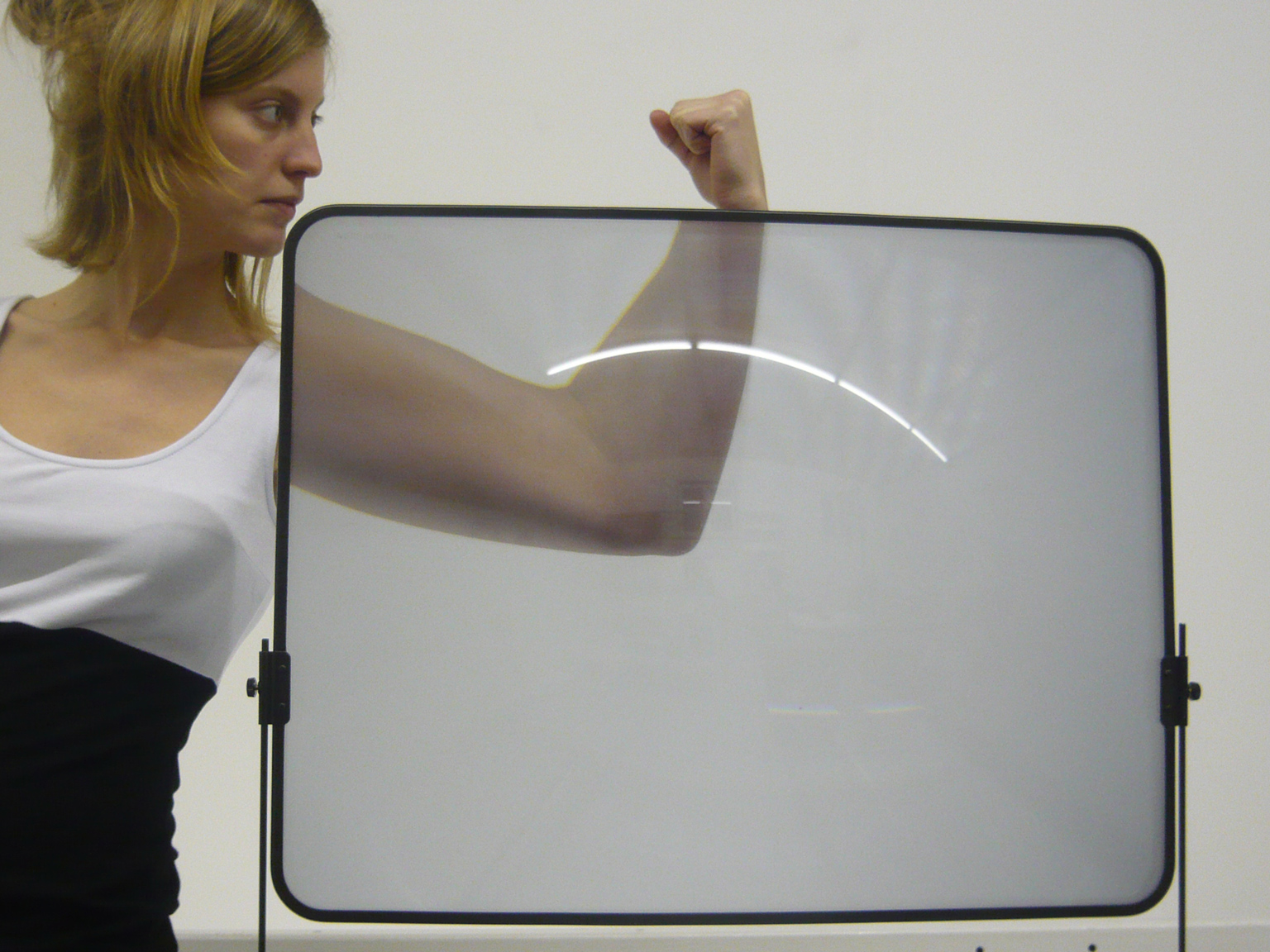
Modelo apresentando uma lente plástica comercializada como dispositivo para ampliar ecrans de televisão

As lentes de Fresnel estão actualmente também presentes em muitos aparelhos e equipamentos:
- Faróis dianteiros e farolins de automóveis;
- Luzes de tráfego, semáforos;
- Projetores para iluminação de palco no teatro e na indústria cinematográfica;
- Holofotes militares e civis;
- Equipamentos fotográficos, por exemplo, no sistema do visor de câmaras reflex;
- Sistemas óticos de aterragem em aeroportos e porta-aviões;
- VASI (Visual Approach Slope Indicator), indicador de ângulo de aproximação visual;
- PAPI (Precision Approach Path Indicator), indicador de percurso de aproximação de precisão;

- Óculos de realidade virtual.

O uso de lentes de Fresnel reduz a qualidade da imagem, e assim tendem a ser unicamente usadas onde o factor qualidade não é crítico ou onde o volume de uma lente sólida impediria a sua utilização. Lentes de Fresnel muito económicas podem ser estampadas ou moldadas a partir de plástico transparente, sendo usadas em diversos equipamentos:
- Retroprojetores;
- Videoprojetores;
- Detetores de movimento, pirossensores;
- Lupas e lâminas acrílicas aumentadoras;
- Lâminas Fresnel para eliminação dos ângulos cegos em automóveis e veículos pesados;
- Identificação biométrica pela retina;
- Correção de distúrbios visuais como o estrabismo;
- Luzes de leitura em aviões de passageiros;
- Fogões e forjas solares;
- Sistemas de energia solar térmica, coletores solares;
- Estações de energia foto-voltaica, painéis fotovoltaicos

## Classificação das lentes dos faróis de sinalização marítima

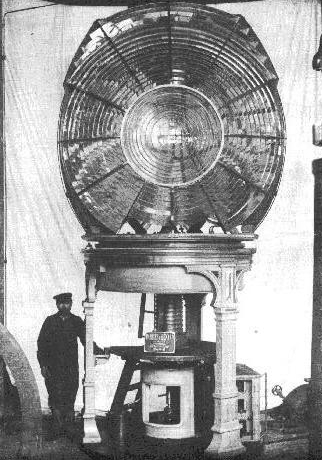
Lente de Fresnel de 1ª Ordem do Farol de Kullens, Suécia

As lentes de Fresnel foram industrializadas em sete tamanhos padrão (ordens), cada qual apresentando uma distância focal específica, isto é, a distância do centro da fonte luminosa à lente. O seu desenho acabaria por ser aperfeiçoado em onze ordens. As grandes lentes Hiper-radiantes, Meso-radiantes e de 1ª ordem eram reservadas para os grandes faróis marítimos de costa, e as pequenas de 6ª, 7ª e 8ª ordem para navegação em rios e portos.

### Ordens
- Hiper-radiante - Distância focal = 1 330 milímetros (52,4 pol).[2]
- Meso-radiante - Distância focal = 1 125 milímetros (44,3 pol).[3]
- 1ª Ordem - Distância focal = 920 milímetros (36,2 pol)
- 2ª Ordem - Distância focal = 700 milímetros (27,6 pol)
- 3ª Ordem - Distância focal = 500 milímetros (19,7 pol) também designada (3ª Ordem grande modelo).
- 3ª Ordem e 1/2 - Distância focal ≅ 373 milímetros (14,7 pol) a 375 milímetros (14,8 pol).
- 4ª Ordem - Distância focal ≅ 250 milímetros (9,8 pol) a 300 milímetros (11,8 pol).
- 5ª Ordem - Distância focal ≅ 187,5 milímetros (7,4 pol) a 190 milímetros (7,5 pol).
- 6ª Ordem - Distância focal = 150 milímetros (5,9 pol).[4]
- 7ª Ordem - Distância focal ≅ 100 milímetros (3,9 pol) a 125 milímetros (4,9 pol).
- 8ª Ordem - Distância focal ≅ 70 milímetros (2,8 pol) a 75 milímetros (3,0 pol).[5]

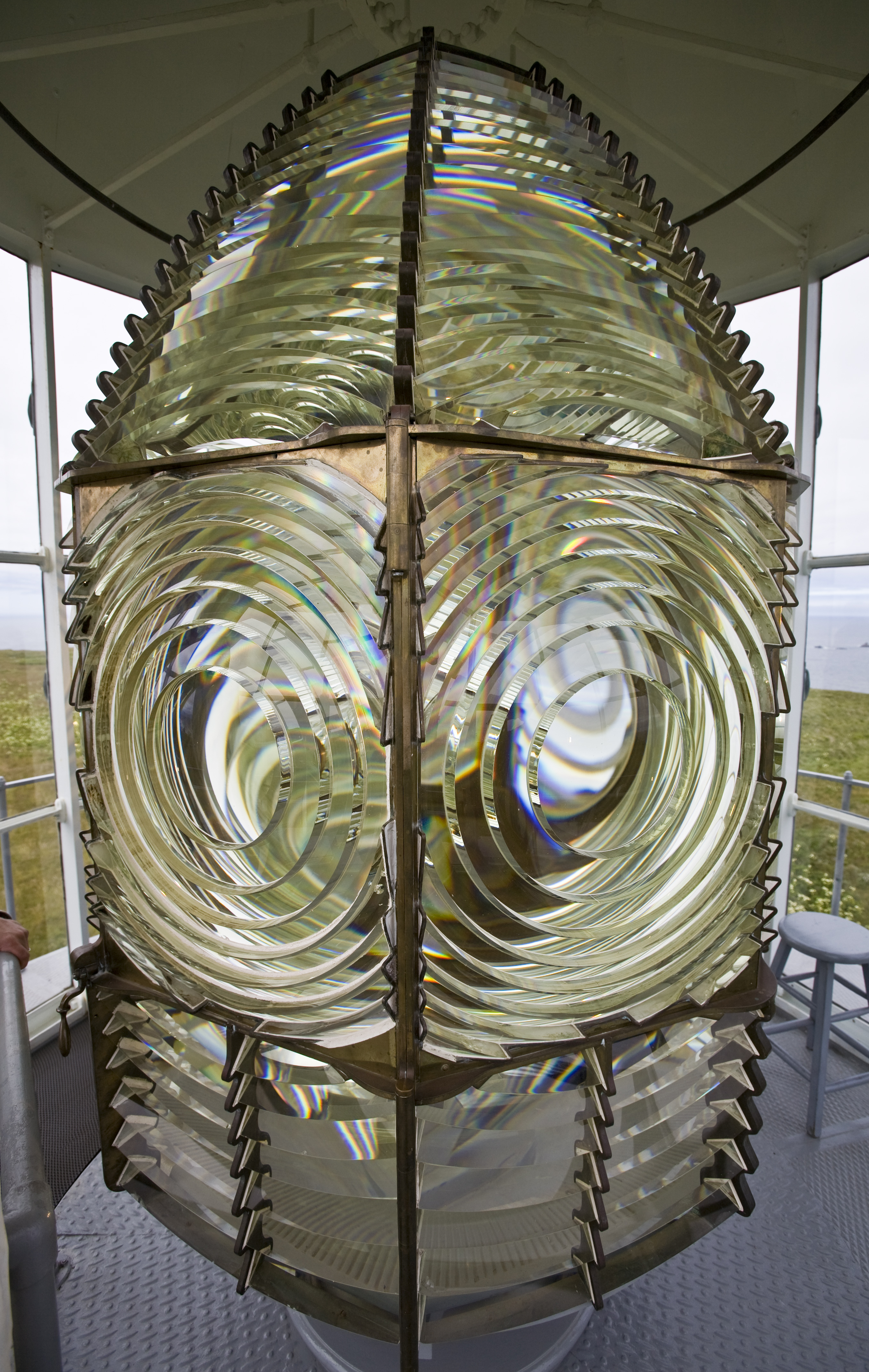
2ª Ordem
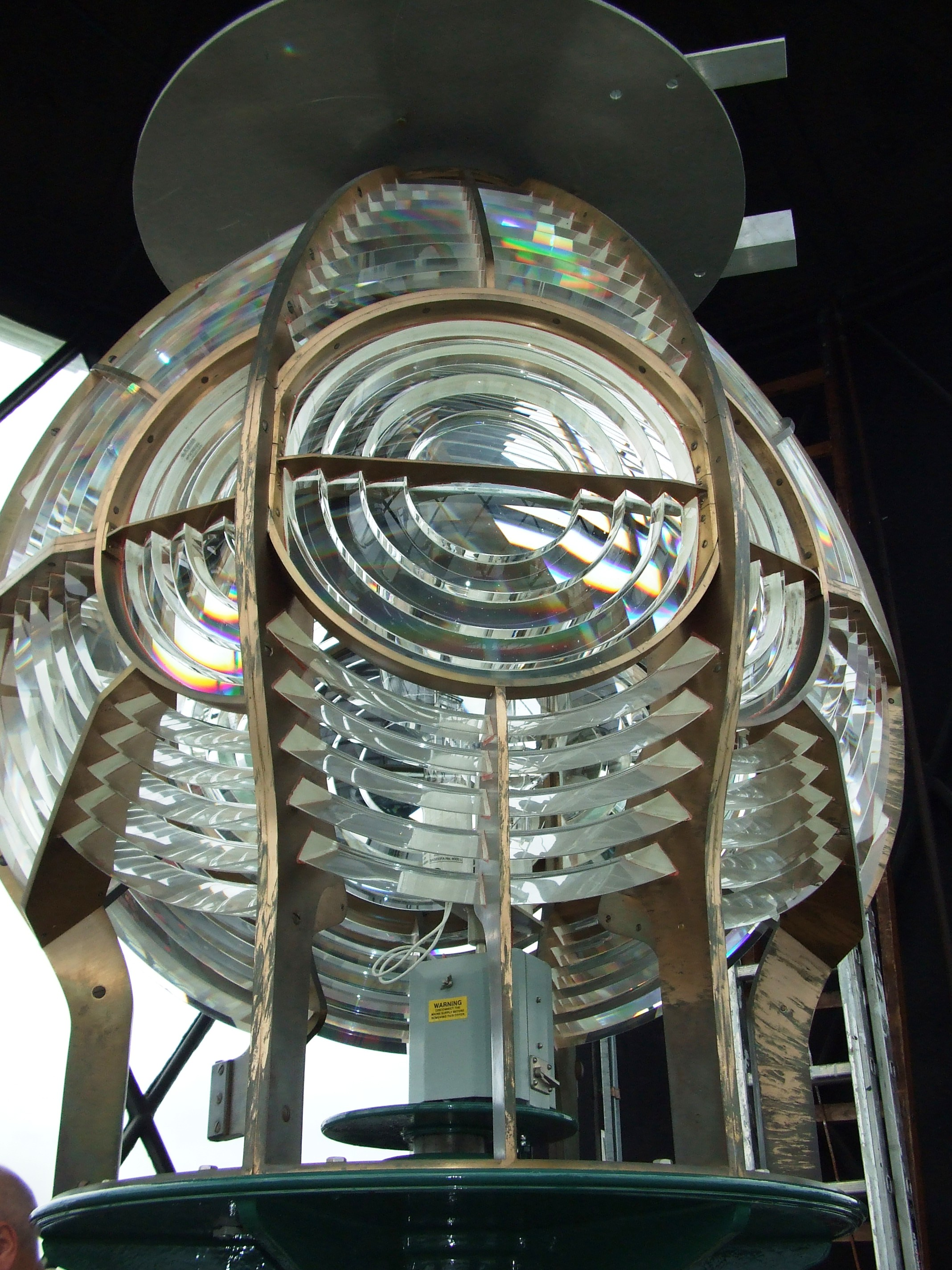
3ª Ordem (grande modelo)
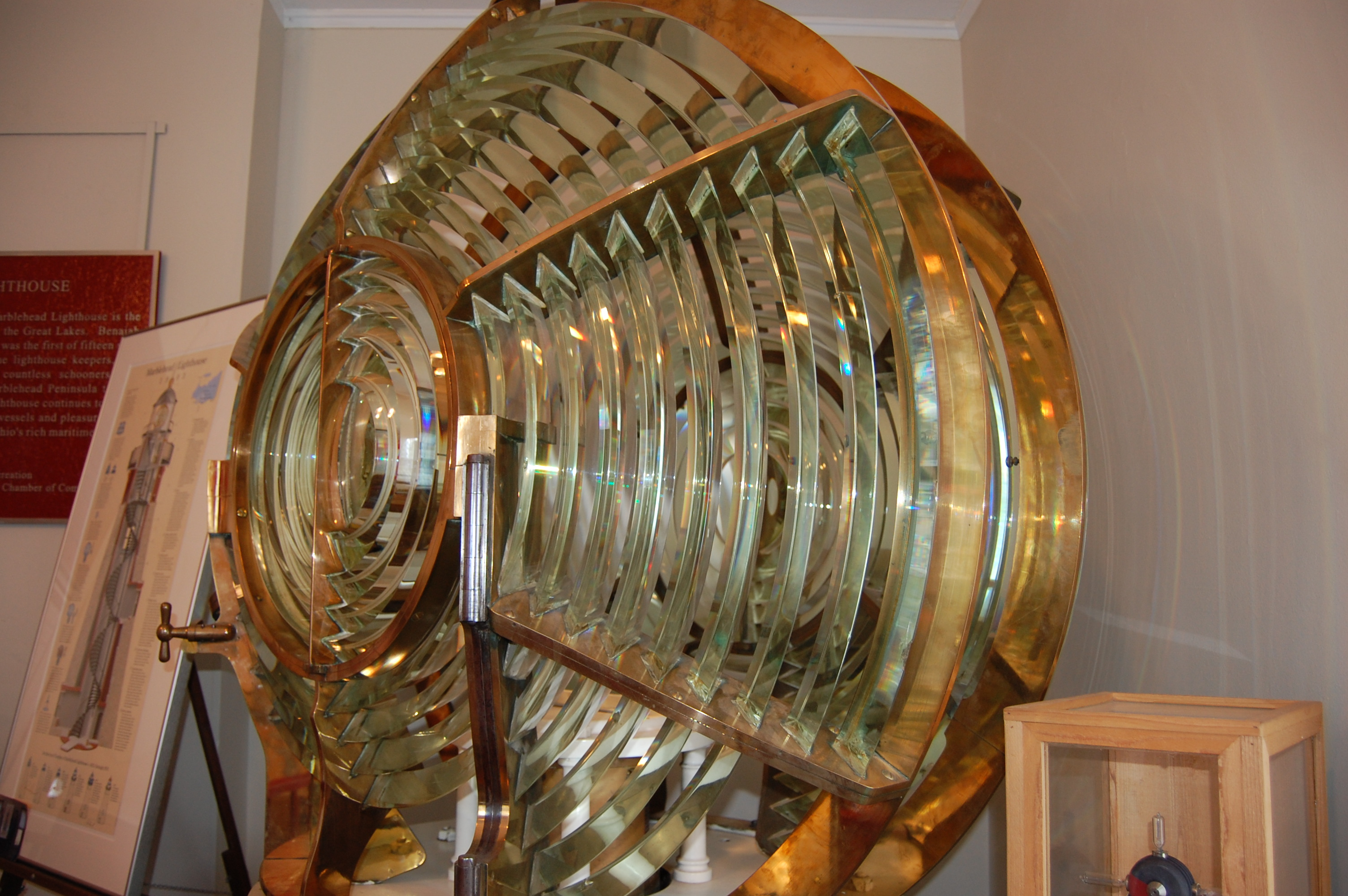
3ª Ordem e 1/2
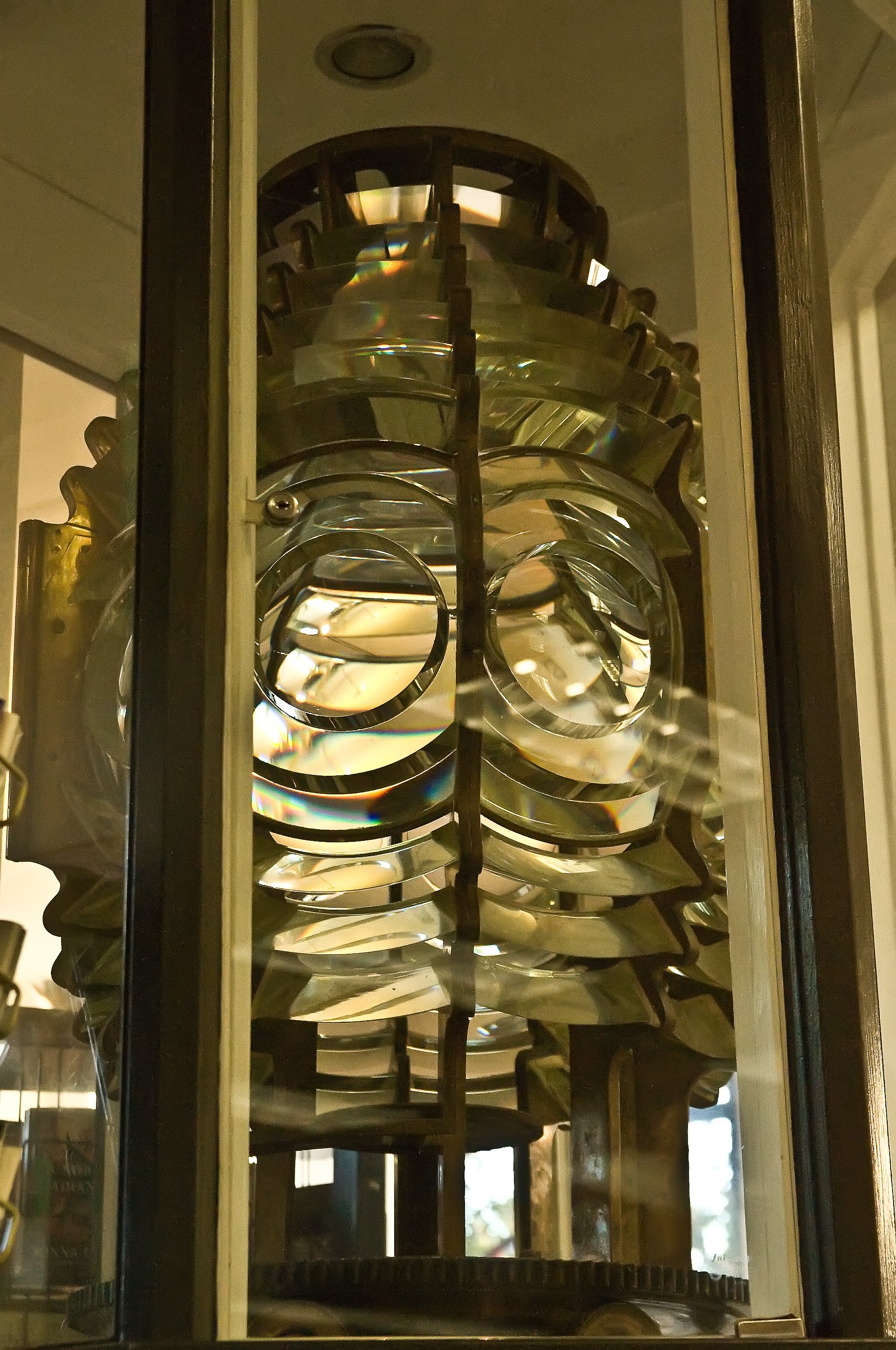
4ª Ordem